# International Business Communication Standards

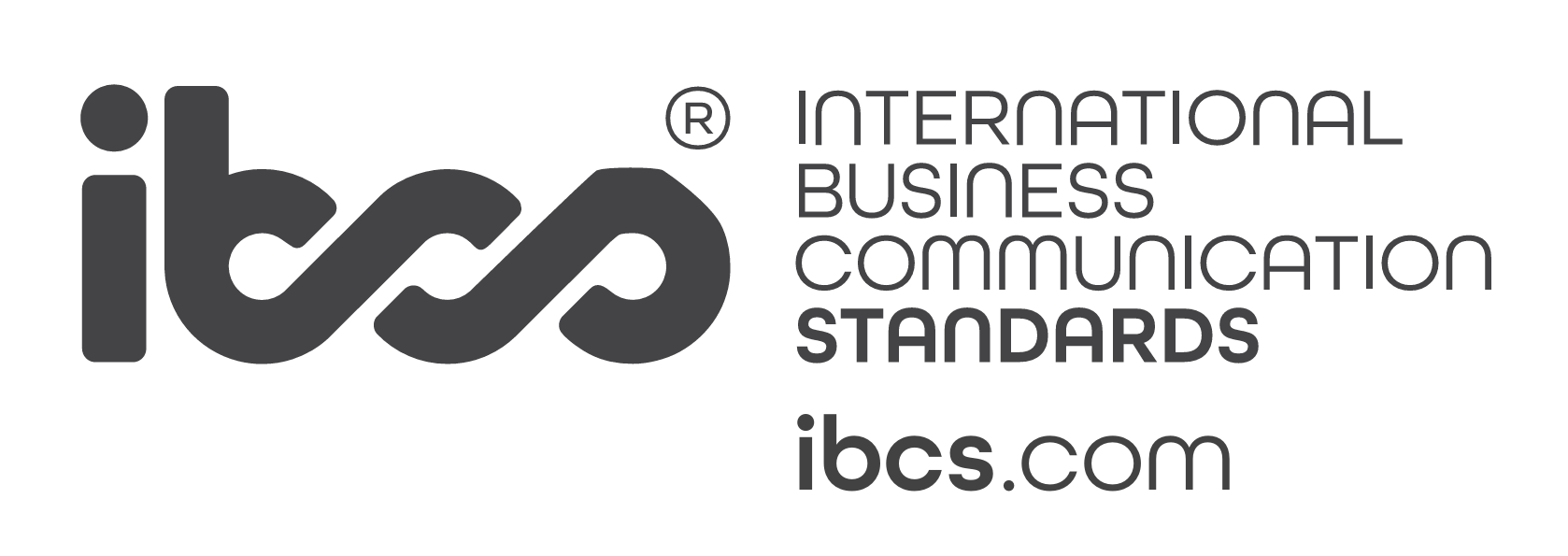
IBCS Logo

Els International Business Communication Standards-IBCS (Estàndard Internacional de Comunicació Empresarial) son propostes pràctiques pel disseny de comunicació empresarial que es va publicar de franc sota us de Creatiu-Commons-Lizenz (CC PER-SA). En la majoria dels casos, aplicant IBCS significa fer ús d'un disseny semàntic conceptual i perceptualment apropiat de gràfics i taules.

## Requisits
La comunicació empresarial segueix els estàndards d'IBCS si complieixen les regles del acrònim SUCCESS fonamentades en els tres pilars d'IBCS:
1. Regles conceptuals. Ajuden a transmetre clarament el contingut a utilitzar per explicar apropiadament un història. Són basats en la feina d'autors com Barbara Minto.[1] Tenen acceptació ampla donada la seva base d'experiència pràctica, científica o experimental. 
Dins de SUCCESS[2] corresponen als conceptes la comunicació empresarial SAY (Dir, referint-se al missatge a transmetre) i STRUCTURE (Estructura, referint-se a com organitzar el contingut).
2. Regles perceptuals. De com el contingut es transmet clarament gràcies a un disseny visual apropiat. Són basats en la feina d'autors com William Playfair, Willard Suportar Brinton, Gen Zelazny, Edward Tufte i Stephen Pocs.[3][4][5] Un altre cop, aquestes regles deuen acceptació ampla donada la seva base d'experiència pràctica, científica i/o experimental. 
Dins de SUCCESS[2] corresponen als conceptes EXPRESS (Expressar mitjançant el gràfic adequat), SIMPLIFY (Simplificar eliminant tot allò superflu), CONDENSE (Condensar l'informació) i CHECK (Comprovar l'integritat visual).
3. Regles semàntiques. Utilitzar una notació uniforme (Notació d'IBCS) ajuda a transmetre bé l'informació. Són basats en la feina de Rolf Hichert[6] i altres col·laboradors de l'Associació d'IBCS. Utilitzades per convenció, les regles semàntiques primer han de ser més àmpliament acceptat per esdevenir un estàndard. 
Dins de SUCCESS[2] corresponen a la lletra U UNIFY(Unificació de les terminologies i visualitzacions)

## Notació IBCS
Notació IBCS és el conjunt de regles semàntiques suggerida per l'associació IBCS. La notació IBCS cobreix la unificació de terminologia (p. ex. paraules, abreviatures, i formats de número), descripcions (p. ex. missatges, títols, llegendes, i etiquetes), dimensions (p. ex. mesures, escenaris, i períodes), anàlisis (p. ex. anàlisis d'escenari i anàlisis de sèrie del temps), i indicadors (p. ex. destacant indicadors i scaling indicadors).

## Associació IBCS
La revisió i després desenvolupament de l'IBCS és un procés actual controlat per l'Associació d'IBCS. L'Associació d'IBCS és una organització sense benefici que publica els Estàndards de franc i es compromet en la discussió i consulta extensa prèvies a emetre versions noves. Això inclou sol·licituds a tot el món per revisió pública. Alliberament de la Versió 1.0 d'IBCS: Els membres actius van acceptar la Versió alliberada 1.0 dels Estàndards d'IBCS a l'Assemblea General el 18 de juny de 2015 a Amsterdam. Temes actuals del desenvolupament més llunyà dels estàndards d'IBCS va ser parlats a la Conferència Anual a Varsòvia el 3 de juny de 2016. La versió 1.1 dels estàndards van ser confirmats pels membres actius a la Conferència Anual a Barcelona l'1 de juny de 2017. Més de 80 professionals de 12 països van assistir a la Conferència Anual.
La Conferència Anual a Londres de 8 de juny de 2018 va tenir lloc a la Seu a l'Institut de Chartered Comptables d'Anglaterra i Gal·les.
La Conferència Anual 2019 fou a Viena. El ponent Yuri Engelhardt va parlar sobre "La llengua de gràfics i notacions visuals." Les Jornades Anuals 2020 i 2021 es van celebrar de manera virtual. Més de 200 participants de molts països van assistir a aquestes conferències. La Conferència Anual 2022 es va celebrar híbridament a Berlín i en línia, uns 300 participants de 44 països assisteixen a aquesta conferència.